# Roberto Ubaldini
Roberto Ubaldini (Firenze, 5 giugno 1581 – Roma, 22 aprile 1635) è stato un cardinale e vescovo cattolico italiano.

## Biografia
Eletto vescovo di Montepulciano e nominato nunzio apostolico in Francia nel 1607, fu creato cardinale presbitero con il titolo di San Matteo in Merulana da papa Paolo V nel concistoro del 2 dicembre 1615.
Fu prefetto della Sacra Congregazione del Concilio (1621-1623), legato pontificio a Bologna (1623-1627) e camerlengo del Sacro Collegio dei Cardinali (1628-1629).
Da cardinale ha partecipato ai conclavi del 1621 e del 1623.

## Genealogia episcopale e successione apostolica
La genealogia episcopale è:
- Cardinale François de Joyeuse
- Cardinale Jacques du Perron
- Cardinale Roberto Ubaldini

La successione apostolica è:
- Vescovo Benjamin de Brichanteau, C.R.S.A. (1608)
- Vescovo Claude de Gelas (1609)
- Vescovo Augustin Potier (1617)
- Vescovo Alessandro Scappi (1618)
- Vescovo Alfonso Dal Pozzo Farnese (1620)
- Arcivescovo Giuliano de' Medici (1620)
- Cardinale Luigi Capponi (1621)
- Vescovo Onorio Griffagni, O.S.B. (1621)
- Arcivescovo Guillaume Du Nozet (1621)
- Vescovo Ottavio Orsini (1621)
- Arcivescovo Fabrizio Antinori (1622)
- Vescovo Cosimo Minerbetti (1622)
- Vescovo Alessandro della Stufa Lotteringhi (1623)
- Vescovo Domenico Rota, O.Carm. (1628)

## Ascendenza
|                                            |                                               |                                            | Genitori                    |  |  | Nonni |  |  | Bisnonni           |  |  | Trisnonni        |  |
|                                            |                                               |                                            |                             |  |  |       |  |  | Raffaello Ubaldini |  |  | Antonio Ubaldini |  |
|                                            |                                               |                                            |                             |  |  |       |  |  | Raffaello Ubaldini |  |  | Antonio Ubaldini |  |
|                                            |                                               | Costanza                                   |                             |  |  |       |  |  | Raffaello Ubaldini |  |  |                  |  |
| Roberto Ubaldini                           |                                               |                                            |                             |  |  |       |  |  | Raffaello Ubaldini |  |  |                  |  |
|                                            |                                               | Nera Lucalberti                            | …                           |  |  |       |  |  |                    |  |  |                  |  |
|                                            |                                               | Nera Lucalberti                            | …                           |  |  |       |  |  |                    |  |  |                  |  |
|                                            |                                               | Nera Lucalberti                            | …                           |  |  |       |  |  |                    |  |  |                  |  |
| Marco Antonio Ubaldini, conte di Gagliano  |                                               | Nera Lucalberti                            |                             |  |  |       |  |  |                    |  |  |                  |  |
|                                            |                                               | Pagnozzo Ridolfi                           | Giovanfrancesco Ridolfi     |  |  |       |  |  |                    |  |  |                  |  |
|                                            |                                               | Pagnozzo Ridolfi                           | Giovanfrancesco Ridolfi     |  |  |       |  |  |                    |  |  |                  |  |
|                                            |                                               | Pagnozzo Ridolfi                           | Camilla Pandolfini          |  |  |       |  |  |                    |  |  |                  |  |
| Maddalena Ridolfi                          |                                               | Pagnozzo Ridolfi                           |                             |  |  |       |  |  |                    |  |  |                  |  |
|                                            |                                               | Maddalena Gondi                            | Alessandro Gondi            |  |  |       |  |  |                    |  |  |                  |  |
|                                            |                                               | Maddalena Gondi                            | Alessandro Gondi            |  |  |       |  |  |                    |  |  |                  |  |
|                                            |                                               | Maddalena Gondi                            | Maria Maddalena Gualterotti |  |  |       |  |  |                    |  |  |                  |  |
| Roberto Ubaldini                           |                                               | Maddalena Gondi                            |                             |  |  |       |  |  |                    |  |  |                  |  |
|                                            | Simone della Gherardesca, conte di Donoratico | Ugo della Gherardesca, conte di Donoratico |                             |  |  |       |  |  |                    |  |  |                  |  |
|                                            | Simone della Gherardesca, conte di Donoratico | Ugo della Gherardesca, conte di Donoratico |                             |  |  |       |  |  |                    |  |  |                  |  |
|                                            | Simone della Gherardesca, conte di Donoratico | Elisabetta Spinelli                        |                             |  |  |       |  |  |                    |  |  |                  |  |
| Ugo della Gherardesca, conte di Donoratico | Simone della Gherardesca, conte di Donoratico |                                            |                             |  |  |       |  |  |                    |  |  |                  |  |
|                                            |                                               | Marietta Soderini                          | Tommaso Soderini            |  |  |       |  |  |                    |  |  |                  |  |
|                                            |                                               | Marietta Soderini                          | Tommaso Soderini            |  |  |       |  |  |                    |  |  |                  |  |
|                                            |                                               | Marietta Soderini                          | Francesca Pandolfini        |  |  |       |  |  |                    |  |  |                  |  |
| Lucrezia della Gherardesca                 |                                               | Marietta Soderini                          |                             |  |  |       |  |  |                    |  |  |                  |  |
|                                            |                                               | Ottaviano de' Medici                       | Lorenzo de' Medici          |  |  |       |  |  |                    |  |  |                  |  |
|                                            |                                               | Ottaviano de' Medici                       | Lorenzo de' Medici          |  |  |       |  |  |                    |  |  |                  |  |
|                                            |                                               | Ottaviano de' Medici                       | Caterina de' Nerli          |  |  |       |  |  |                    |  |  |                  |  |
| Costanza de' Medici di Ottajano            |                                               | Ottaviano de' Medici                       |                             |  |  |       |  |  |                    |  |  |                  |  |
|                                            |                                               | Bartolomea Giugni                          | Alamanno Giugni             |  |  |       |  |  |                    |  |  |                  |  |
|                                            |                                               | Bartolomea Giugni                          | Alamanno Giugni             |  |  |       |  |  |                    |  |  |                  |  |
|                                            |                                               | Bartolomea Giugni                          | …                           |  |  |       |  |  |                    |  |  |                  |  |
|                                            |                                               | Bartolomea Giugni                          |                             |  |  |       |  |  |                    |  |  |                  |  |